# Mystacides superatus
Mystacides superatus är en nattsländeart som beskrevs av Yang och Morse 2000. Mystacides superatus ingår i släktet Mystacides och familjen långhornssländor. Inga underarter finns listade i Catalogue of Life.